# Отеј ан Валоа
Отеј ан Валоа (фр. Autheuil-en-Valois) насеље је и општина у североисточној Француској у региону Пикардија, у департману Оаза која припада префектури Санлис.
По подацима из 2011. године у општини је живело 285 становника, а густина насељености је износила 30,84 становника/km². Општина се простире на површини од 9,24 km². Налази се на средњој надморској висини од 116 метара (максималној 149 m, а минималној 65 m).

## Демографија
| 1962. | 1968. | 1975. | 1982. | 1990. | 1999. | 2011. |
| ----- | ----- | ----- | ----- | ----- | ----- | ----- |
| 173   | 204   | 166   | 162   | 230   | 212   | 285   |

График промене броја становника у току последњих година